# 449-й стрелковый полк
449-й стрелковый Ковенский  ордена Суворова полк — воинская часть СССР (полк РККА) в Великой Отечественной войне входил в состав 144-й стрелковой дивизии.

## Боевой путь полка
Полк формировался в 1939 году в Коврове. 28-29 июня 1941 года со станции Ковров полк убыл на  фронт. 6 июля 1941 года три стрелковых батальона полка прибыли на станцию Красное Смоленской области. В июле 1941 года полк вёл бои за Рудню Смоленской области. В октябре 1941 года полк попал в окружение под Вязьмой. 17 октября 1941 года остатки полка вышли из окружения и были направлены в Алабинский лагерь на формирование. С конца октября  1941 года  полк вёл боевые действия в районе Колюбакино, Михайловское, Крюково к западу от Звенигорода под Москвой.
В мае 1945 года полк в составе 144-й стрелковой дивизии передислоцировался на Дальний Восток от станции Норкитен (Восточная Пруссия) до станции Мучная (село Черниговка Приморский край). С 9 августа 1945 года полк участвовал в боях по уничтожению японской Квантунской армии.

## Командиры
- Июль — 2 августа 1941 года — подполковник Нестеров Иван Фёдорович
- По 3 сентября 1941 года — капитан Дубовец Андрей Фёдорович.
- 1941 год — подполковник Луха Оскар Михайлович
- С конца октября 1941 года по конец февраля 1942— подполковник Савинов Иван Фёдорович
- январь — июнь 1944 года — майор Фёдоров
- Июнь — июль 1944 года — подполковник Ситко Иннокентий Петрович
- Июль 1944 года — майор Лукьянов
- Сентябрь 1944 года — гв. подполковник Байков Александр Иванович

## Начальники штаба
- С 31 октября 1941 года — майор Боев Александр Фёдорович
- С 9 ноября 1943 года - 20 февраля 1945 года — капитан (майор) Кобринец Леонид Максимович

## Военные комиссары
- По 7 августа 1941 года — батальонный комиссар  Рыжков Дмитрий Фёдорович
- Конец октября - ноябрь 1941 года —  Пецевич Пётр Анисимович

## Награды и почётные наименования
| Награда (наименование)            | Дата           | За что получена                                  |
| --------------------------------- | -------------- | ------------------------------------------------ |
| Почётное наименование «Ковенский» | август 1944 г. | За взятие штурмом города-крепости Каунас (Ковно) |
| Орден Суворова III степени        | апрель 1945 г. |                                                  |

Личный состав 449-го стрелкового Ковенского  ордена Суворова полка получил десять благодарностей в приказах Верховного Главнокомандующего:
- За форсирование реки Березина и овладение штурмом городом и крупным узлом коммуникаций Борисов — важным опорным пунктом обороны немцев, прикрывающим подступы к Минску. 1 июля 1944 года. № 126.
- За освобождение столицы Литовской Советской Республики города Вильнюс от фашистских захватчиков. 13 июля 1944 года № 136.
- За овладение штурмом городом и крепостью Каунас (Ковно) — оперативно важным узлом коммуникаций и мощным опорным пунктом обороны немцев, прикрывающим подступы к границам Восточной Пруссии. 1 августа 1944 года № 161.
- За прорыв долговременной, глубоко эшелонированной обороны немцев, прикрывавшей границы Восточной Пруссии, вторжение в пределы Восточной Пруссии и овладение мощными опорными пунктами обороны противника — Ширвиндт, Наумиестис (Владиславов), Виллюнен, Вирбалис (Вержболово), Кибартай (Кибарты), Эйдткунен, Шталлупёнен, Миллюнен, Вальтеркемен, Пиллюпёнен, Виштынец, Мелькемен, Роминтен, Гросс Роминтен, Вижайны, Шитткемен, Пшеросль, Гольдап, Филипув, Сувалки. 23 октября 1944 года № 203.
- За овладение штурмом укреплёнными городами Пилькаллен, Рагнит и сильными опорными пунктами обороны немцев Шилленен, Лазденен, Куссен, Науйенингкен, Ленгветен, Краупишкен, Бракупёнен. 19 января 1945 года № 231.
- За овладение штурмом в Восточной Пруссии городом Инстербург — важным узлом коммуникаций и мощным укреплённым районом обороны немцев на путях к Кёнигсбергу. 22 января 1945 года. № 240.
- За овладение городами Восточной Пруссии Тапиау, Алленбург, Норденбург и Летцен — мощными опорными пунктами долговременной оборонительной полосы немцев, прикрывающей центральные районы Восточной Пруссии. 26 января 1945 года. № 255.
- За овладение штурмом городами Хайльсберг и Фридланд — важными узлами коммуникаций и сильными опорными пунктами обороны немцев в центральных районах Восточной Пруссии. 31 января 1945 года. № 267.
- За завершение ликвидации окружённой восточно-прусской группы немецких войск юго-западнее Кёнигсберга. 29 марта 1945 года. № 317.
- За форсирование реки Уссури, прорыв Хутоуский, Мишаньский, Пограничненский и Дуннинский укреплённых районов японцев, преодоление труднодоступной горно-таёжной местности, продвижение вперёд на 500 километров и овладение городами Мишань, Гирин, Яньцзи, Харбин. 23 августа 1945 года. № 372.

## Отличившиеся воины полка
| Награда | Ф. И. О.                      | Должность                                                 | Звание          | Дата награждения                 | Примечания                                                                              |
| ------- | ----------------------------- | --------------------------------------------------------- | --------------- | -------------------------------- | --------------------------------------------------------------------------------------- |
|         | Соколов, Александр Николаевич | командир стрелкового отделения 449-го стрелкового полка   | Сержант         | 24.03.1945                       | Звание Героя Советского Союза получил за форсирование р. Неман. 12.10.1944 погиб в бою. |
|         | Яковлев, Пётр Афанасьевич     | командир пулемётного расчёта 449-го стрелкового полка.    | Рядовой         | 24.03.1945                       | Звание Героя Советского Союза получил за форсирование р. Неман. 18.10.1944 погиб в бою  |
|         | Батагаев, Семён Иванович      | командир расчёта 82-мм миномёта 449-го стрелкового полка. | Старший сержант | 10.09.1944 19.12.1944 19.04.1945 |                                                                                         |
|         | Гук, Леонид Платонович        | командир расчёта 45-мм орудия 449-го стрелкового полка.   | Старший сержант | 31.08.1944 19.01.1945 19.04.1945 | 15.03.1945 погиб в бою.                                                                 |
|         | Здрестов, Степан Михайлович   | командир расчёта 82-мм миномёта 449-го стрелкового полка. | Старший сержант | 24.01.1944 05.10.1944 24.03.1945 | 13.01.1945 погиб в бою.                                                                 |